# Arnaoutes

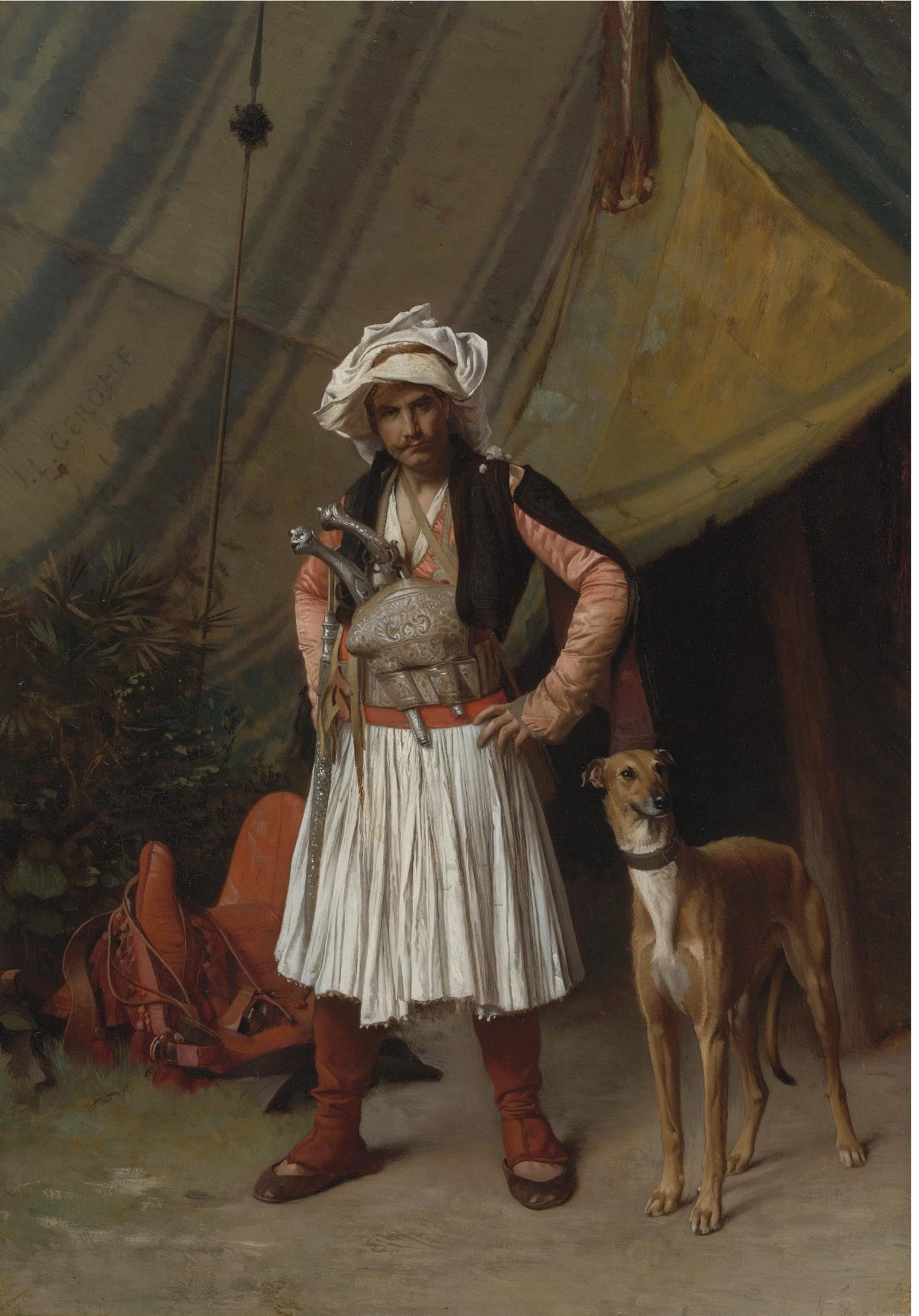
Un arnaute, huile sur panneau de bois de Jean-Léon Gérôme, vers 1870.

Arnaoutes (aussi orthographié Arnautes ou Arnäutes) est la francisation du mot turc Arnavut employé dans l'Empire ottoman et dans les Principautés danubiennes tributaires de celui-ci pour désigner les Albanais chrétiens entrés à leur service, et par métonymie des autres troupes chrétiennes de diverses origines ethniques, mercenaires au service de l'Empire ottoman (en turc Arnavutlar).
À l'époque de Charles Ier d'Anjou et de l'Empire serbe de Dušan, des populations albanaises chrétiennes ont été utilisées comme colons-soldats pour tenir l'Épire, la Thessalie, l'Étolie, l'Attique et l'Acarnanie. Les Latins de Grèce (Francs et Vénitiens) les utilisèrent aussi comme mercenaires pour tenir le Péloponnèse.
Au cours des siècles, la plupart des Albanais sont progressivement devenus musulmans (voir religion en Albanie) tandis que les colons et mercenaires albanophones chrétiens dispersés étaient assimilés par les populations environnantes, particulièrement grecques ou roumaines.